# Psie Pole
Psie Pole è uno dei cinque quartieri amministrativi della città di Breslavia, in Polonia. Insieme a Śródmieście, si trova a nord del fiume Oder, il fiume più grande che attraversa la città. Il quartiere è il secondo della città per estensione. A Psie Pole iniziano importanti vie urbane che collegano Breslavia a Varsavia, la capitale della Polonia, e a Łódź, oltre che ad altri centri della Polonia centrale.
Nel 1109 a Psie Pole si combatté la famosa battaglia fra tedeschi e polacchi chiamata Battaglia di Hundsfeld. Il nome di Psie Pole significa campo di cani. La storia narrata da Vincenzo Kadłubek vuole che, dopo la battaglia, la zona fosse piena di cadaveri. I cani presenti divorarono le carcasse umane e, si dice, impazzirono. Proprio per questo motivo Psie Pole rimase disabitato per diverso tempo.